# Магрузе
Магрузе (перс. ماهروزه) — село в Ірані, у дегестані Чагар-Фарізе, у Центральному бахші, шагрестані Бендер-Анзалі остану Ґілян. За даними перепису 2006 року, його населення становило 20 осіб, що проживали у складі 8 сімей.

## Клімат
Середня річна температура становить 14,14 °C, середня максимальна – 27,25 °C, а середня мінімальна – -0,35 °C. Середня річна кількість опадів – 986 мм.
| Клімат поселення                              | Клімат поселення | Клімат поселення | Клімат поселення | Клімат поселення | Клімат поселення | Клімат поселення | Клімат поселення | Клімат поселення | Клімат поселення | Клімат поселення | Клімат поселення | Клімат поселення | Клімат поселення |
| Показник                                      | Січ.             | Лют.             | Бер.             | Квіт.            | Трав.            | Черв.            | Лип.             | Серп.            | Вер.             | Жовт.            | Лист.            | Груд.            |                  |
| Середній максимум, °C                         | 8,71             | 9,68             | 11,84            | 17,27            | 21,66            | 25,06            | 27,08            | 27,25            | 23,90            | 20,57            | 15,83            | 11,34            |                  |
| Середня температура, °C                       | 4,18             | 5,16             | 7,32             | 12,75            | 17,14            | 20,53            | 23,20            | 23,37            | 20,03            | 16,68            | 11,94            | 7,47             |                  |
| Середній мінімум, °C                          | −0,35            | 0,62             | 2,76             | 8,21             | 12,61            | 16,00            | 19,33            | 19,49            | 16,15            | 12,80            | 8,08             | 3,59             |                  |
| Норма опадів, мм                              | 103              | 79               | 76               | 49               | 40               | 26               | 19               | 49               | 106              | 162              | 144              | 133              |                  |
| Середньомісячна швидкість вітру, м/с          | 2.23             | 2.40             | 2.39             | 2.36             | 2.37             | 2.67             | 2.60             | 2.40             | 2.22             | 2.08             | 2.00             | 2.08             |                  |
| Середньомісячна сонячна радіація, кДж/м²·день | 6757             | 8958             | 11086            | 15839            | 20206            | 22889            | 23706            | 19994            | 16315            | 11033            | 8511             | 6481             |                  |
| --------------------------------------------- | ---------------- | ---------------- | ---------------- | ---------------- | ---------------- | ---------------- | ---------------- | ---------------- | ---------------- | ---------------- | ---------------- | ---------------- | ---------------- |
| Джерело:                                      |                  |                  |                  |                  |                  |                  |                  |                  |                  |                  |                  |                  |                  |